# Eremodynerus saharensis
Eremodynerus saharensis är en stekelart som först beskrevs av Giordani Soika.  Eremodynerus saharensis ingår i släktet Eremodynerus och familjen Eumenidae. Inga underarter finns listade i Catalogue of Life.